# 柏拉圖式性愛
《柏拉圖式性愛》（日语：プラトニック・セックス）是日本前AV女優飯島愛在2000年10月31日28歲生日時出版的半自傳性小說，小學館出版，是當時日本的暢銷書。中文版由尖端出版代理。

## 简介
這本書提到飯島愛早期從資優生開始轉變和墮落的過程，後來被強暴、與人同居、墮胎、援助交際和整形、最後成為AV女優的經過，並透露拍攝色情電影時的造假情形。2001年，本書被改編為電影，同時被富士電視台改編為電視劇，由加賀美早紀主演電影版，由星野真里主演電視劇版。曾與飯島愛合作過的工作人員也出了一本《飯島愛的真實》，提到飯島愛拍攝AV時都是以真槍實彈上陣，書中並提供150張真實照片。

## 電影
富士電視台、渡邊娛樂、小學館、電通聯合製作，東寶發行，2001年10月20日在東寶系電影院上映，未滿15歲者不得觀賞。

### 演員
- 門倉愛 - 加賀美早紀
- 岩崎敏海 - 小田切讓
- 山口明美 - 野波麻帆
- 門倉義雄 - 石丸謙二郎
- 門倉由紀子 - 根岸季衣
- 金井誠 - 加勢大周
- 石川秀行 - 阿部寬
- 中尾憲次 - 村田充
- 岩崎愛 - 高木麻依子
- 席娜 - 佐藤仁美
- 真紀 - 山本惠美
- DJ敬吾 - 結城貴史
- 達也 - 上地雄輔
- 山崎 - 岸博之
- 「Gold Rush 」店長 - 小市慢太郎
- 「CUBE」店長 - 田中要次
- AV導演 - 森下能幸
- 賓館裡的男人 - 竹山隆範
- 辣妹酒吧的顧客 - 中村育二

## 電視劇
- 2001年9月24日・9月28日21:00-22:54富士電視台系列放送。
- 第1部：17歲的青春編
- 第2部：20歲的純愛編

### 演員
- 須川加奈（遠藤 愛）- 星野真
- 石川秀之 - 佐野史郎
- 丹波克己 - 藤木直人
- 森岡祐介 - 柏原崇
- 辻本峻 - 妻夫木聰
- 吉村卓 - 澀谷昴
- 須川淳一 - 永島敏行
- 須川雪枝 - 田中好子
- 加奈的弟弟 - 赤間直哉
- 如水未來 - 網濱直子
- 麻衣 - 椎名法子
- 千佳 - 濱丘麻矢

## 外部連結
- 《柏拉圖式性愛》電視劇版中文官方網站 （页面存档备份，存于）（緯來日本台）